# Harbil (Maroc)
Pour l’article homonyme, voir Harbil.
Harbile est une commune rurale de la préfecture de Marrakech, dans la région de Marrakech-Safi, au Maroc. Elle ne dispose cependant pas de centre urbain.
La commune rurale d'Harbile est le chef-lieu du caïdat portant le même nom, lui-même situé au sein du cercle de Bour.
Elle a connu, de 1994 à 2004 (années des derniers recensements), une hausse de population, passant de 13 209 à 17 007 habitants.